# Істад (комуна)
Комуна Істад (швед. Ystads kommun) — адміністративно-територіальна одиниця місцевого самоврядування, що розташована в лені Сконе у південній Швеції.
Істад 225-а за величиною території комуна Швеції. Адміністративний центр комуни — місто Істад.

## Населення
Населення становить 28 497 чоловік (станом на вересень 2012 року).
| Кількість населення комуни Істад за 1970-2010 роки | Кількість населення комуни Істад за 1970-2010 роки | Кількість населення комуни Істад за 1970-2010 роки | Кількість населення комуни Істад за 1970-2010 роки | Кількість населення комуни Істад за 1970-2010 роки |
| -------------------------------------------------- | -------------------------------------------------- | -------------------------------------------------- | -------------------------------------------------- | -------------------------------------------------- |
| Рік                                                |                                                    |                                                    | Населення                                          |                                                    |
| 1970                                               | 1970                                               |                                                    | 24 039                                             | 24 039                                             |
| 1975                                               | 1975                                               |                                                    | 23 693                                             | 23 693                                             |
| 1980                                               | 1980                                               |                                                    | 23 773                                             | 23 773                                             |
| 1985                                               | 1985                                               |                                                    | 23 900                                             | 23 900                                             |
| 1990                                               | 1990                                               |                                                    | 24 999                                             | 24 999                                             |
| 1995                                               | 1995                                               |                                                    | 25 752                                             | 25 752                                             |
| 2000                                               | 2000                                               |                                                    | 26 182                                             | 26 182                                             |
| 2005                                               | 2005                                               |                                                    | 27 120                                             | 27 120                                             |
| 2010                                               | 2010                                               |                                                    | 28 338                                             | 28 338                                             |
| Джерело: SCB                                       |                                                    |                                                    |                                                    |                                                    |

## Населені пункти
Комуні підпорядковано 9 міських поселень (tätort) та низка сільських, більші з яких:
- Істад (Ystad)
- Чепінґебру (Köpingebro)
- Сварте (Svarte)
- Нибрустранд (Nybrostrand)
- Ледеруп (Löderup)
- Ґлеммінґебру (Glemmingebro)

## Міста побратими
Комуна підтримує побратимські контакти з такими муніципалітетами:
- Свіноуйсьце, Польща
- Друскінінкай, Литва

## Галерея

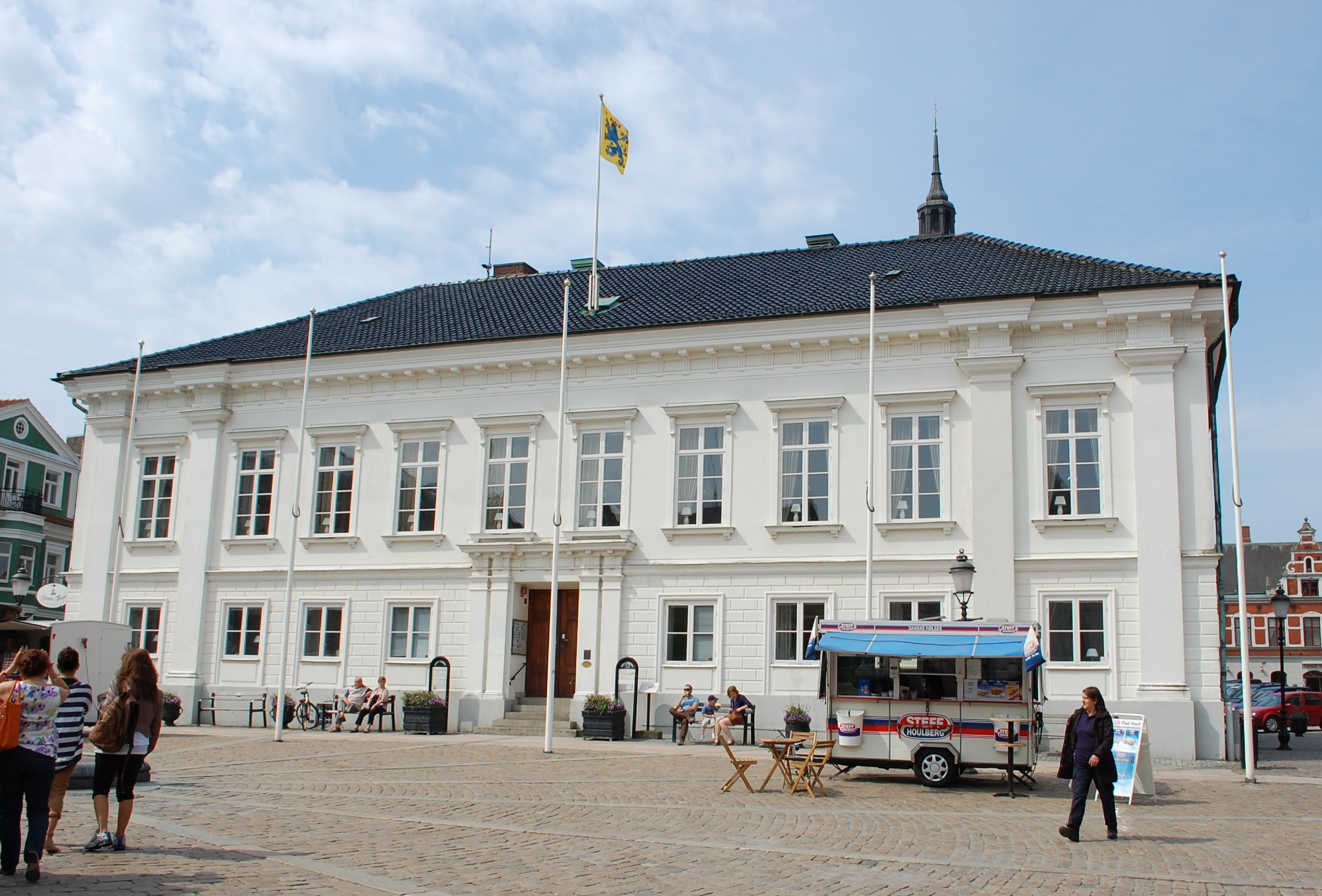
Ратуша (Істад)
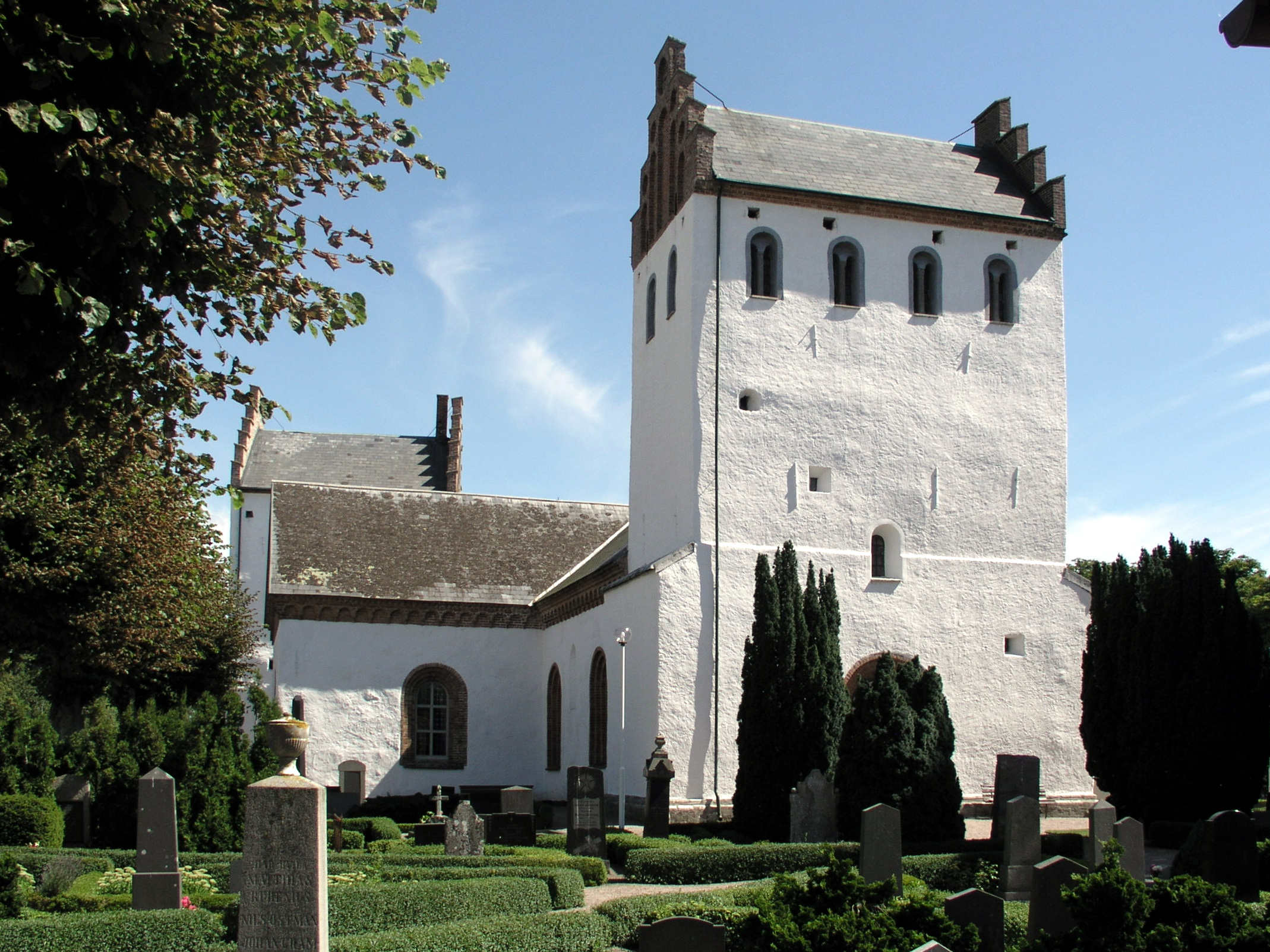
Церква (Ледеруп)
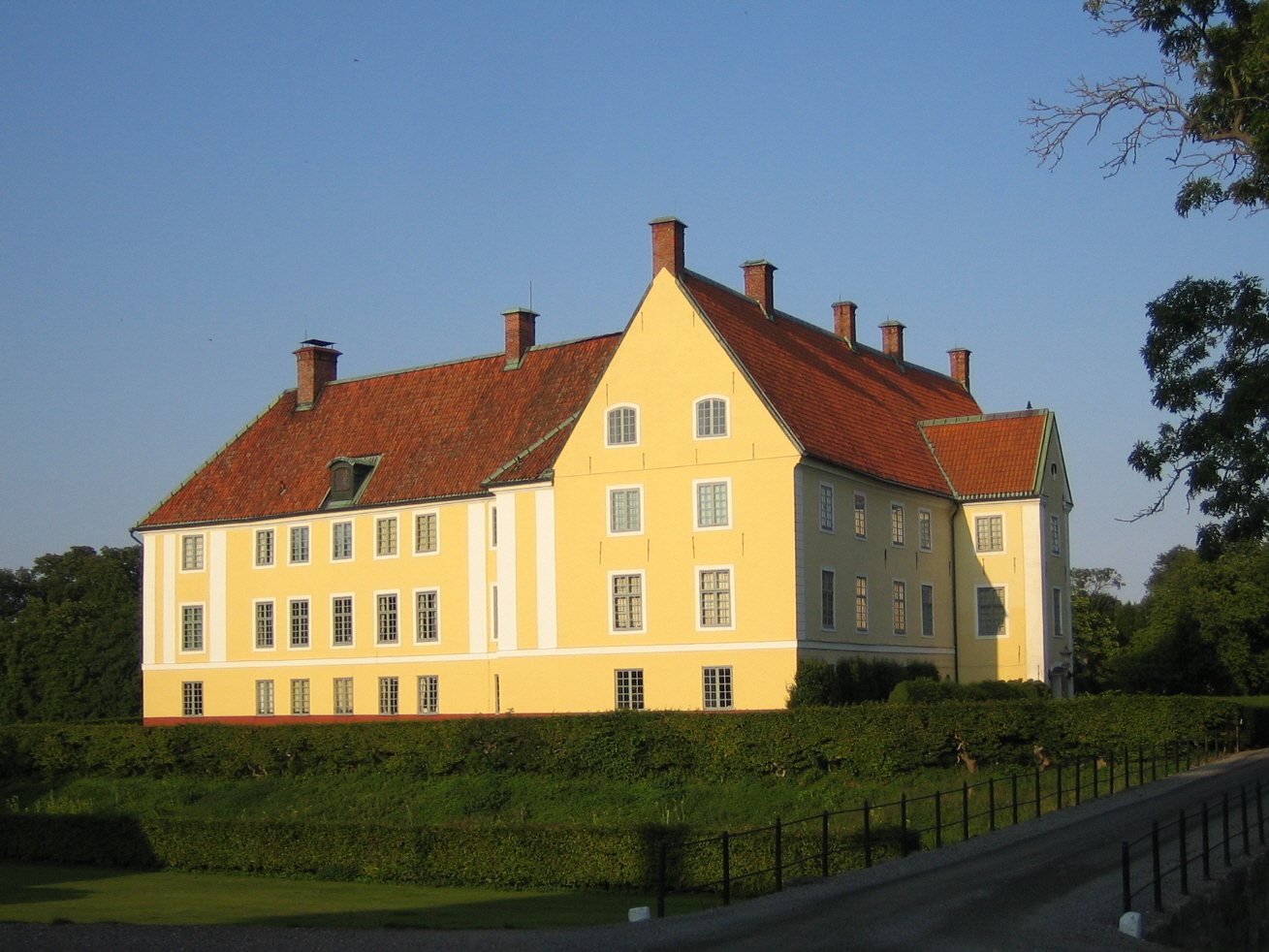
Замок Краґегольм
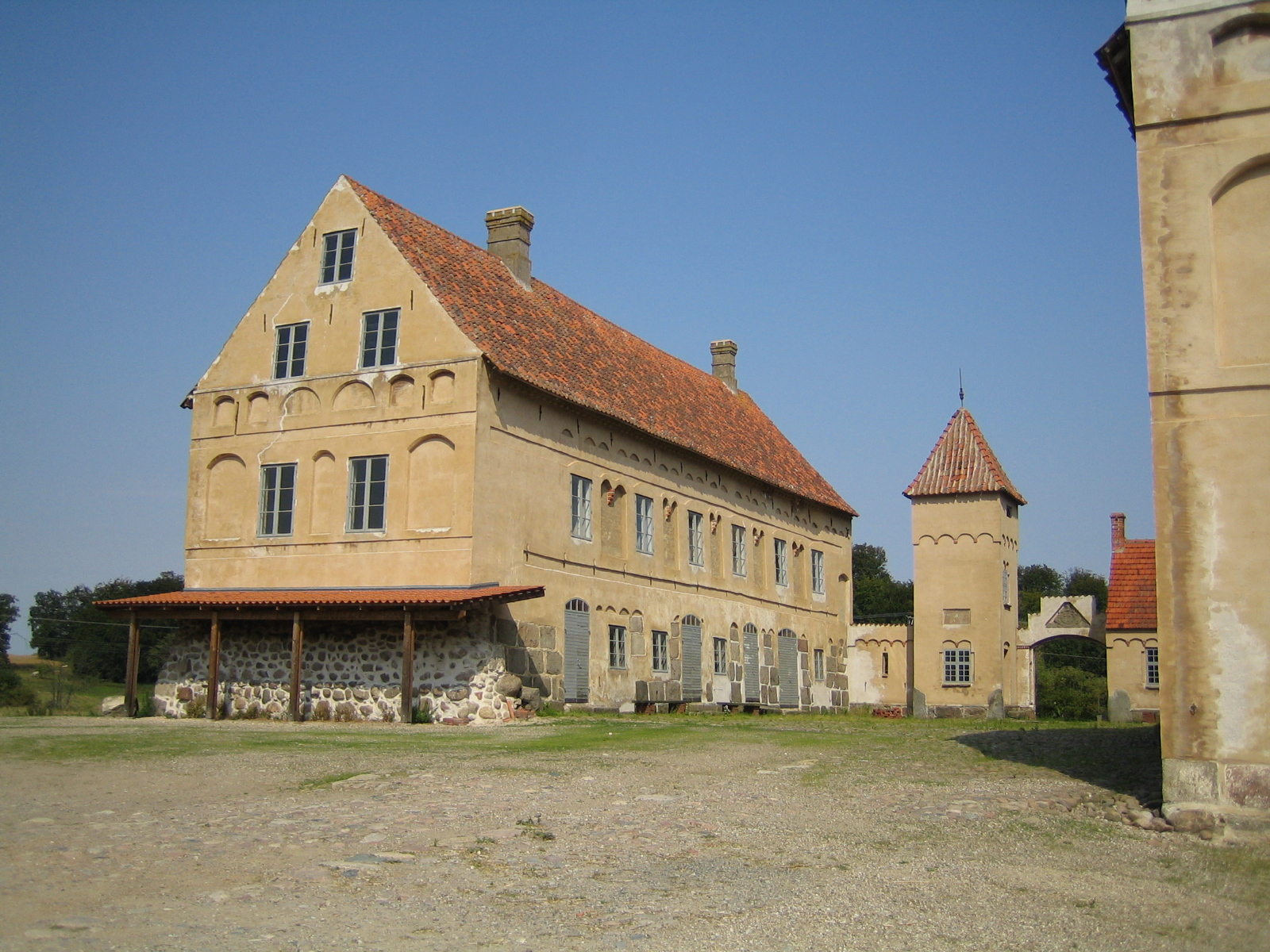
Замок Б'єршегольм